# Thymopsis nilenta
Thymopsis nilenta ist eine Art der Zehnfußkrebse aus der monotypischen Gattung Thymopsis. Es wurden bisher 10 Exemplare dieser in der Tiefsee des Südatlantiks heimischen Hummerart gefunden.

## Beschreibung
Das Rostrum ist eher schlank, seine rückenseitige Oberfläche ist abgeflacht und besitzt fünf bis acht seitliche Spitzen. Vom Rostrum ausgehend verlaufen zwei mit Stacheln versehene Grate nach hinten. Die zum Teil deutlich ausgeprägten Grate bzw. Vertiefungen auf dem Carapax sind mit vielen kleinen Spitzen versehen oder fein granuliert. Die einzelnen Segmente (Somite) des Pleons besitzen eine quer verlaufende Vertiefung. Das Telson ist rechteckig, seine Oberfläche ist granuliert und besitzt zwei eher undeutliche Grate, die in schräg nach hinten gerichtete (posterolaterale) Dorne enden.
Die Augen sind stark reduziert und nicht pigmentiert. Die Antennen besitzen Stylocerite, Erhebungen an der Antennenbasis (antennular peduncle). Das Epistom ist glatt, den zweiten und dritten Maxillipeden fehlen die Exopoditen.
Die großen Scheren am ersten Schreitbeinpaar sind gleich, seitlich etwas gestaucht und weisen auf ihrer Oberfläche viele kleine Spitzen auf. Die Länge vom Scherenfinger ist ebensolang wie die Scherenhand. Die Schnittkanten sind mit 20 bis 25 kleinen Zähnen versehen. Die Spitzen der Scherenfinger sind nach innen gerundet und überkreuzen sich beim Schließen der Schere. Am zweiten und dritten Schreitbeinpaar befinden sich sehr kleine Scheren, das vierte und fünfte ist scherenlos. Im Gegensatz zum ersten Schreitbeinpaar sind die restlichen Paare glatt, besitzen keine Spitzen oder Dornen, jedoch vereinzelte Haarbüschel.
Bei Männchen ist das erste Paar der Schwimmbeine kurz und untersetzt. Im Gegensatz zu jenen der Weibchen ist die Trennung der beiden Segmente nicht mehr zu erkennen. Am zweiten Schwimmbeinpaar der Männchen ist das "Appendix masculina", einen Art klammerartiger Anhang, sehr kurz. Sowohl bei Männchen als auch bei Weibchen sind die Endo- und Exopoditen der Schwimmbeinpaare zwei bis fünf relativ langgestreckt. Die Uropoden sind relativ groß und länger als das Telson. Der am Rand leicht behaarte Exopodit der Uropoden besitzt eine deutliche Diaeresis, eine querverlaufende Vertiefung.
Thymopsis nilenta erreicht Körperlängen von 15 cm, wobei die Carapax-Länge exklusive Rostrum 5 bis 6 cm beträgt.

## Verbreitung und Lebensraum
Thymopsis nilenta ist im Südatlantik bei den Falklandinseln und Südgeorgien heimisch. Die besiedelten Meerestiefen liegen zwischen 2000 und 3000 m. Über die Ökologie und den Lebensraum ist nichts bekannt. Unter anderem aufgrund der tiefen Meerestiefen wird keine Gefährdung der Art vermutet, weshalb sie als „nicht gefährdet“ („Least Concern“) eingestuft ist.

## Systematik und Taxonomie
Neben dieser Art bzw. Gattung beschrieb Lipke Holthuis die Gattung Thymops Holthuis, 1974 und stellte sie mit Thymopsis in eine eigene Unterfamilie, die Thymopinae Holthuis, 1974. Ergebnisse einer phylogenetischen Untersuchung stützen keine Unterteilung der Familie der Hummerartigen in Unterfamilien, weshalb diese nicht mehr in Gebrauch sind.
Das Suffix '-opsis' bedeutet sinngemäß 'äußeres Erscheinungsbild von', der Gattungsname bezieht sich folglich auf die morphologischen Gemeinsamkeiten mit Thymops. Von jener unterscheidet sich Tymopsis, wie auch von jeder anderen Gattung der Hummerartigen, durch das Fehlen von Exopoditen an den zweiten und dritten Maxillipeden. Der Holotypus der Art Thymopsis nilenta wurde im Jahr 1966 bei einer Expedition des Forschungsschiffes USNS Eltanin südlich von Südgeorgien (60°06’S, 36°02’W) gefangen. Das Artepitheton "nilenta" ist nicht erklärt.